# هاشيرو غاتا
هاشيرو غاتا (باليابانية: 八郎潟) هي بحيرة في محافظة أكيتا في شمال اليابان. اسمها الرسمي هو بحيرة (باليابانية: 八郎湖)، لكنها تسمى أيضًا (باليابانية: 八郎潟調整池) تقع على عمق 4 أمتار تحت مستوى سطح البحر وهي أدنى نقطة طبيعية في اليابان. كانت ثاني أكبر بحيرة في اليابان بعد بحيرة بيوا، بدأ الاستصلاح الشامل في عام 1957 لإنتاج المحاصيل، وأنشئت قرية أوغاتا على الأرض المستصلحة في 1 أكتوبر 1964. وتبلغ مساحة البحيرة المتبقية 48.3 كـم مربع (18 أكبر قرية في اليابان). يعتبر البعض الاستصلاح خطأً، حيث بدأت اليابان في الانزعاج بفائض الأرز بعد وقت قصير من الانتهاء من الاستصلاح. آخرون يندبون فقدان الأراضي الرطبة. كانت مصايد أصداف الشجيمي صناعة مزدهرة، لكنها تناقصت لأن البحيرة أصبحت أقل ملوحة. في الشتاء، يصطاد الناس واكاساجي عن طريق تفريغ السطح المتجمد، اليوم يجذب صيد سمك القاروس الأسود السياح حتى خارج المحافظة، على الرغم من أن البعض يشتبه في أن الأنواع المحلية مهددة بغزو الأسماك الدخيلة.